# Perth International 2019
Die Perth International 2019 im Badminton fanden vom 5. bis zum 8. September 2019 in Perth statt.

## Sieger und Platzierte
| Disziplin    | Gold                          | Silber                    | Bronze                            |
| ------------ | ----------------------------- | ------------------------- | --------------------------------- |
| Herreneinzel | hi Yu-Jen                     | Liu Wei-chi               | Buwenaka Goonethileka             |
| Herreneinzel | hi Yu-Jen                     | Liu Wei-chi               | Lee Chia-hao                      |
| Dameneinzel  | Liang Ting-yu                 | Lin Jhih-yun              | Hung En-tzu                       |
| Dameneinzel  | Liang Ting-yu                 | Lin Jhih-yun              | Yang Yu-chi                       |
| Herrendoppel | Shia Chun Kang Tan Boon Heong | Lee Chia-hao Liu Wei-chi  | Sachin Dias Buwenaka Goonethileka |
| Herrendoppel | Shia Chun Kang Tan Boon Heong | Lee Chia-hao Liu Wei-chi  | Julian Mao Lun Lee Hongyuan Wong  |
| Damendoppel  | Cheng Yu-chieh Tseng Yu-chi   | Chung Kan-yu Ye Jing-ya   | Hsieh Pei-shan Lin Xiao-min       |
| Damendoppel  | Cheng Yu-chieh Tseng Yu-chi   | Chung Kan-yu Ye Jing-ya   | Lin Jhih-yun Lin Sih-yun          |
| Mixed        | Chi Yu-jen Lin Xiao-min       | Tan Kok Xian Wong Kha Yan | Chen Zhi-ray Huang Yu-hsun        |
| Mixed        | Chi Yu-jen Lin Xiao-min       | Tan Kok Xian Wong Kha Yan | Tan Ming Kang Tang Wen Xin        |